# Chaetocalirrhoe grandis
Chaetocalirrhoe grandis är en tvåvingeart som beskrevs av Townsend 1935. Chaetocalirrhoe grandis ingår i släktet Chaetocalirrhoe och familjen parasitflugor. Inga underarter finns listade i Catalogue of Life.